# RK Proleter Zrenjanin
Le Rukometni klub Proleter Zrenjanin est la section handball du club omnisports serbe du Proleter Zrenjanin, situé à Zrenjanin. Le RK a disputé deux finales européennes. 

## Palmarès
Compétitions internationales
- finaliste de la Coupe des clubs champions en 1991 (battu par le FC Barcelone)
- finaliste de la Coupe de l'IHF en 1990 (battu par le SKIF Krasnodar)
  - demi-finaliste en 1986 et 1992

Compétitions nationales
- Vainqueur du Championnat de Yougoslavie (1) : 1990
  - Deuxième en 1984, 1989, 1991
- finaliste de la Coupe de Yougoslavie (1) : 1989
- Vainqueur du Championnat de RF Yougoslavie (1) : 1992

## Personnalités liées au club
- Slaviša Đukanović
- Jovica Elezović (en), champion olympique en 1980 avec la Yougoslavie
- Dragan Počuča, joueur jusqu'en 1999
- Sandor Rac, joueur entre 1980 et 1988
- Momir Rnić senior, médaillé de bronze en 1988 avec la Yougoslavie
- Momir Rnić junior, joueur jusqu'en 2008
- Rastko Stefanovič, joueur entre 1990 et 1994
- Uroš Vilovski, joueur jusqu'en 2008